# 하윤호
하윤호(夏潤鎬, 1999년 4월 10일~)는 대한민국의 골프 선수이다.
일본 태생의 재일 한국인 3세이다.